# Natàlia Barrientos i Bueno
Natàlia Barrientos i Bueno (Tiana, 21 de setembre de 1996) és una actriu de teatre, cinema i televisió catalana, especialment coneguda pel seu paper a la sèrie de TV3 Les de l'hoquei, interpretant el paper de Berta Figuera Terrats. Artísticament s'ha format al Col·legi de Teatre de Barcelona.

## Filmografia

### Cinema
- El despertar, com a Martina (2020)[4]

### Televisió
- Les de l'hoquei, com a Berta Figuera Terrats (2019-2020; TV3)[2]

### Teatre[3]
- Refugiats, de Sergi Pompermayer, dir. Àngel Vila, sala Albéniz de Tiana (2018)[5]
- El Chinabum, de Berta Prieto i Lola Rosales, dir. Paula Ribó, sala Beckett (2018)[6]
- Els rivals, de Richard Brinsley Sheridan, dir. Llàtzer Garcia, al Col·legi de Teatre de Barcelona (2018)[7]
- L'amiga, autor i dir. Alberto García Martín, Centre Cívic de Can Massallera de Sant Boi de Llobregat (microteatre)[8]
- El detectiu, la dona i Kevin O'Connor, autor i dir. Alberto García Martín, Centre Cívic de Can Massallera de Sant Boi de Llobregat (microteatre)[8]
- El món per un forat, dir. Àngel Vila, sala Albéniz de Tiana (2018) (adaptació d'Els monòlegs de la vagina, d'Eve Ensler; abans de l'estrena dita Vuit dones)[9]
- Born to be, a la Biblioteca Tirant Lo Blanc de Montgat
- Himmelweg, camí del cel, de Juan Mayorga, dir. Anna Molas, sala Albéniz de Tiana (2016)[10]